# Onorificenze della Repubblica dell'Artsakh
Elenco delle onorificenze della repubblica dell'Artsakh.

## Eroe di Artsakh
Era la più alta onorificenza dello stato. Essa veniva assegnata per meriti speciali in difesa dello Stato, o che contribuivano a rafforzarne la posizione economica o a creare importanti valori nazionali. Coloro che venivano insigniti del titolo appartenevano di diritto all'Ordine dell'Aquila d'oro.

## Ordini della Repubblica
- Aquila d'oro
- Croce di battaglia di 1º e 2º grado
- Gregorio l'Illuminatore (Grigor Lousavorich)
- Mesrop Mashtots

## Medaglie della Repubblica
- Per coraggio
- Per servizio in battaglia
- Per la liberazione di Shushi
- Mkhitar Gosh
- Vachagan Barepasht
- Anania Shirakatsi
- Gratitudine

## Titoli onorari della Repubblica
- Onorato studioso della repubblica dell'Artsakh
- Onorato pedagogo della repubblica dell'Artsakh
- Onorato giornalista della repubblica dell'Artsakh
- Onorato lavoratore della cultura della repubblica dell'Artsakh
- Onorato lavoratore dell'arte della repubblica dell'Artsakh
- Artista del popolo della repubblica dell'Artsakh
- Onorato artista della repubblica dell'Artsakh
- Pittore del popolo della repubblica dell'Artsakh
- Onorato pittore della repubblica dell'Artsakh
- Onorato architetto della repubblica dell'Artsakh
- Onorato dottore della repubblica dell'Artsakh
- Onorato avvocato della repubblica dell'Artsakh
- Onorato lavoratore dell'economia della repubblica dell'Artsakh
- Onorato lavoratore della cultura fisica e dello sport della repubblica dell'Artsakh
- Onorato collettivo della repubblica dell'Artsakh